# Pablo Melo
Pablo Rodrigo Melo (Rivera, 4 luglio 1982) è un ex calciatore uruguaiano, di ruolo difensore.